# Kristín Marja Baldursdóttir
Kristín Marja Baldursdóttir est une femme de lettres et artiste islandaise, née le 21 janvier 1949 à Hafnarfjörður (Islande).
Elle reçut son diplôme de philologie germanique et islandaise en 1991.

## Biographie
À propos de son livre Karitas, Sans Titre, elle déclare avoir voulu « tirer une sonnette d'alarme », considérant que la place des femmes en Islande est en régression, alors que ce fut le premier pays à avoir obtenu leur droit de vote en 1915.
Elle est mère de trois enfants.

## Romans
- De maison à maison (Hús úr húsi)
- Karítas, sans titre (Karítas án titils)
- Au fur et à mesure que le jour devient plus froid (Kular af degi)
- Le rire des mouettes (Mávahlátur)
- Chaos sur la toile (Karitas kaos på lærred)